# Back Bay (zatoka na południe od Goose Island)
Back Bay – zatoka (ang. bay) w kanadyjskiej prowincji Nowa Szkocja, w hrabstwie Guysborough, na południe od wyspy Goose Island; nazwa urzędowo zatwierdzona 13 lipca 1976.